# Bruksfjärden
Bruksfjärden är en vik i Finland.   Den ligger i landskapet Egentliga Finland, i den södra delen av landet, 130 km väster om huvudstaden Helsingfors.
Bruksfjärden ligger utanför Dalsbruk och avgränsas i väster av öarna Högholmen, Långön, Bockholmen och Stora Bergön. I söder ansluter den till Vänoxafjärden mellan Stora Öland och Gyltholmen. I öster avgränsas den av Norra och Södra Mågsholmen samt Getbergsudden. I nordöst skär Galtarbyviken in i landet från Bruksfjärden.